# Заплутана історія
«Заплу́тана істо́рія» (англ. Tangled) — американський 3D мультфільм створений Walt Disney Animation Studios за казкою Братів Грімм «Рапунцель» за участі акторів Менді Мур і Захарі Лівай у головних ролях. 50-тий мультфільм у серії Walt Disney Animated Classics. В Україні прем'єра мультфільму відбулася 16 грудня 2010 року.

## Сюжет
Втікаючи з в'язниці після крадіжки королівської діадеми Флін Козир (Захарі Лівай) забирається в ізольовану від світу вежу без жодних дверей, де шукає притулку. Та скоро виявляється, що у вежі ув'язнена принцеса.
У Рапунцель (Менді Мур) волосся довжиною 21 метр, що має чарівні лікувальні та омолоджувальні властивості. Дівчину було викрадено в короля й королеви підступною та жадібною лиходійкою на ім'я Мати Ґотел (Донна Мерфі), яку Рапунцель любить, мов рідну матір (вона і думає, що Ґотел для неї мати). Мачуха розчісує дівчині волосся, аби залишатись вічно молодою.
Щороку, в день свого народження, принцеса бачить з вікна у повітрі літаючі ліхтарики. Їх запускають у повітря та щороку відзначають у Королівстві Фестиваль Ліхтарів у пам'ять зникнення своєї принцеси. Рапунцель цікаво, що ж то таке.
Принцеса відбирає у Фліна діадему, обіцяючи, що поверне її, якщо він допоможе їй втекти з вежі та потрапити на Фестиваль Ліхтарів (Рапунцель і не здогадується, що вкрадена діадема — її). Флін погоджується. Тепер у неї є справжня позавежова пригода — втекти від злої відьми, повернутись до давно покинутих батьків, відновити її королівську спадщину, ну і, звісно ж, знайти справжнє кохання.

## Актори
- Менді Мур — Рапунцель
- Захарі Лівай — Флін Козир / Людвиг Фіцгерберт
- Донна Мерфі — Мати Ґотел
- Рон Перлман — брати Зарізяки
- Бред Ґарретт — Гак
- Джеффері Тембор — Лорд Джемі
- Майк Коннор Джейні — Капітан вартових
- Пол Френціс Томпкінс — Дідок
- Річард Кіл — Влад

На стадії розробки проекту головного героя звали принц Бастіан, у оновленому сценарії ним став крадій Флін. Менді Мур, Захарі Лівай та Донна Мерфі замінили початковий акторський склад, тобто Крістін Ченовет, Дена Фоґлера та Ґрей ДеЛісла.

## Український дубляж
Фільм дубльовано на студії «Le Doyen» на замовлення «Disney Character Voices International» у 2010 році.
- Перекладач і автор текстів пісень — Роман Дяченко
- Режисер дубляжу — Анна Пащенко
- Музичний керівник — Іван Давиденко
- Мікс-студія — Shepperton International
- Творчий консультант — Mariusz Arno Jaworowski
- Диктор — Андрій Мостренко

Ролі дублювали:
- Дарина Муращенко — Рапунцель (діалоги, вокал акапельних частин)
- Інна Воронова — Рапунцель (вокал)
- Захар Клименко — Флін Козир
- Тетяна Зіновенко — Мати Ґотель
- Борис Георгієвський — Брати Зарізяки
- Назар Задніпровський — Лорд Джемі
- Михайло Кришталь — Капітан Вартових
- Валерій Астахов — Гак
- Анатолій Барчук — Дідок
- В'ячеслав Дудко — Влад

А також: Софія Масаутова, Андрій Мостренко, Володимир Сухін, Рубен Толмачов, Олексій Череватенко, Микола Кашеїда та інші.
Пісні:
- «Заклинання» виконують — Тетяна Зіновенко, Софія Масаутова, Дарина Муращенко, Інна Воронова.
- «Де ж воно, життя?» і реприза виконує — Інна Воронова.
- «Мамі видніш» і реприза виконує — Тетяна Зіновенко.
- «Живи і мрій» виконують — Валерій Астахов, Захар Клименко, Інна Воронова, Назар Задніпровський, хор.
- «Знаю я, куди іду» виконують — Інна Воронова, Захар Клименко.

## Персонажі

### Рапунцель
Рапунцель не звичайна принцеса. Її появи король з королевою чекали дуже довго. Але незадовго до народження дівчинки королева захворіла. Її змогла врятувати сила напою з Чарівної Квітки, а отже і врятувати дитину. Але ще зовсім малою Рапунцель вкрала відьма та ув'язала у стінах вежі, аби вберегти фантастичну магію Чарівної Квітки, що перейшла до волосся дитини. А Рапунцель думає, що Мати Ґотел її справжня мати.
Рапунцель насолоджується життям у вежі, більшу частину дня розфарбовуючи її стіни. Вона дуже винахідлива, що й відбивається у її малюнках. Згодом Рапунцель починає цікавитись, що ж знаходиться й відбуваються за межами вежі. Після вісімнадцяти років проведених у вежі вона втікає за допомогою розбійника, якого розшукує усе королівство, Фліном Козиром.

### Людвиг Фіцгерберт (Флін Козир)
Людвиг (в українському дубляжі, в оригіналі Юджин) Фіцгерберт на прізвисько Флін Козир — небезпечний розбійник і чудовий вершник (на що і натякає його оригінальне прізвисько — Райдер). Завдяки розуму, хитрощам та вроді він вирішує усі свої проблеми, варто йому лише мило усміхнутись. Флін — крадій, який живе вільним життям. Він завжди досягав чого хотів, до того дня, коли він зустрів Рапунцель — дивакувату дівчину з надзвичайно довгим золотим волоссям. З нею жоден із його звичних трюків вже не проходить.

### Мати Ґотель
Головна лиходійка фільму. Маніпулятивна і жадібна. Викрала Рапунцель від батьків і ув'язнила її у вежі, аби зберегти у таємниці від світу магічну силу волосся Рапунцель, котру вона використовує, щоб залишатись вічно молодою. Видає себе за справжню мати принцеси. Вміло маніпулює вихованкою. Ґотель використовує такі аргументи, як «Мамі видніше», аби позбавити Рапунцель бажання залишити вежу. Коли дівчина все ж таки тікає, «мати» божеволіє і не зупиняється ні перед чим, щоб повернути її.

### Паскаль
Хамелеон. Вірний друг Рапунцель, якому вона повністю довіряє усі свої турботи і таємниці. Живе разом із нею у вежі. Вони вдвох чудово розуміють одне одного, хоча й не мають змоги спілкуватись по-справжньому. Паскаль завжди підбадьорює Рапунцель і радить викинути з голови думки про життя за межами вежі. Він ніколи не дає принцесі опускати руки. Кращого друга годі й шукати.

## Музика
Музику для фільму написав композитор Алан Менкен зі словами Гленна Слейтера. Менкен каже, що за основу нових пісень він брав стиль фолк-рокових пісень 1960-х.

## Телесеріал
3 червня 2015 року було оголошено, що телесеріал «Заплутана історія» знаходиться в розробці, а Мур і Лівай повернуться до своїх ролей. Події серіалу відбуватимуться між фільмом та короткометражкою «Рапунцель: Щаслива назавжди».
Пілот серіалу вийшов на каналі Disney Channel у 2017 році. Три сезони вийшли відповідно у 2018, 2019 та 2020 роках, третій сезон став завершуючим.
Пілотну серію та перший сезон продублював українською канал ТЕТ.

## Цікаві факти
- В «Трейлері В» фільму видно, що ряд сцен в фінальній версії фільму були або вирізані, або змінені.
- В сцені в трактирі «Швидке каченя» на фоні співу, коли камера підіймається догори видно ляльку Піноккіо.